# Водо-ді-Кадоре
Водо-ді-Кадоре (італ. Vodo di Cadore, вен. Vodo de Cador) — муніципалітет в Італії, у регіоні Венето,  провінція Беллуно.
Водо-ді-Кадоре розташоване на відстані близько 510 км на північ від Рима, 110 км на північ від Венеції, 31 км на північ від Беллуно.
Населення — 861 особа (2014).
Щорічний фестиваль відбувається 13 грудня. Покровитель — Santa Lucia.

## Демографія
Населення за роками:

Станом на 1 січня 2023 року в муніципалітеті офіційно проживали 34 іноземці з 8 країн, серед них 6 громадян країн Євросоюзу та 10 громадян України.

## Сусідні муніципалітети
- Борка-ді-Кадоре
- Калальцо-ді-Кадоре
- Чиб'яна-ді-Кадоре
- Валь-ді-Цольдо
- П'єве-ді-Кадоре
- Сан-Віто-ді-Кадоре
- Валле-ді-Кадоре
- Цоппе-ді-Кадоре